# نظریه مزایده
نظریهٔ مزایده یک شاخه از اقتصاد کاربردی است که به نحوه عملکرد افراد در بازار مزایده و بررسی ویژگی‌های بازار مزایده می‌پردازد. تا کنون طرح‌ها و مجموعه قوانین بسیاری مانند بهره‌وری از یک طرح مزایده داده شده، استراتژی‌های قیمت‌گذاری مطلوب، بهینه و تعادل استراتژی‌های (راهبردهای) مناقصه و مقایسه درآمد، توسط نظریه پردازان برای مزایده و موضوعات متداول این موضوع مورد بررسی قرار گرفته‌اند. سالیان سال تصویری که از مزایده در ذهن مردم وجود داشت، همان تصویری بود که در تلویزیون و سینما وجود داشت. از نظر آن‌ها مزایده‌ها چیزی شبیه حراجی‌هایی برای فروش تابلوهای پیکاسو و ون گوگ بود که در آن یک نفر در یک سالن شلوغ مزایده را مدیریت می‌کند و مردم قیمت‌ها را فریاد می‌زنند.
در سال‌های اخیر این رویه تغییر کرده‌است. هم‌اکنون بسیاری از مردم در مزایده‌های اینترنتی برای خرید یا فروش محصولات شرکت می‌کنند. حتی آن‌هایی که از امکانات مزایده اینترنتی که شرکت‌هایی مانند eBay ارائه می‌دهند استفاده نمی‌کنند احتمالاً در جریان مزایده‌هایی که دولت‌ها برای واگذاری برخی از امتیازها برگزار می‌کنند، هستند.
نظریه مزایده به عنوان یک ابزار برای اطلاع‌رسانی و طراحی مزایده‌های واقعی در جهان نیز استفاده می‌شود که مهم‌ترین آن‌ها خصوصی‌سازی شرکت‌های بخش دولتی یا فروش مجوز برای استفاده از طیف الکترومغناطیسی است.

## ایده کلی
مزایده‌ها معاملاتی هستند که با توجه به پیشنهادهای شرکت‌کنندگان، با یک مجموعه خاص از قوانین و جزئیات تخصیص منابع مشخص می‌شوند.
مزایده‌ها به عنوان یک بازی با اطلاعات ناقص طبقه‌بندی می‌شوند، زیرا در اکثر اوقات یک فرد اطلاعات مربوط به معاملهٔ فرد دیگر را ندارد. (به عنوان مثال شرکت کنندگان معمولاً از ارزش گذاری خود از محصول را می‌دانند و این برای باقی شرکت کنندگان و فروشنده‌ها مجهول است)
مزایده‌ها انواع مختلفی دارند، ولی ویژگی خاص همه آن‌ها این است که همگانی هستند و می‌توانند برای خرید یا فروش هر موردی استفاده شوند.
در بسیاری از انواع آن نتیجهٔ مزایده به هویت شرکت کنندگان بستگی ندارد. (شرکت کنندگان می‌توانند مجهول باشند) در بیشتر مزایده‌ها شرکت کنندگان میزان پولی را که مایلند پرداخت کنند را پیشنهاد می‌دهند. در مزایده‌های استاندارد، برندهٔ مزایده فردی است که بیشترین پیشنهاد را داده‌است ولی در مزایده‌های غیر استاندارد این اتفاق نمی‌افتد. (مثال: قرعه‌کشی‌ها)

## انواع مزایده

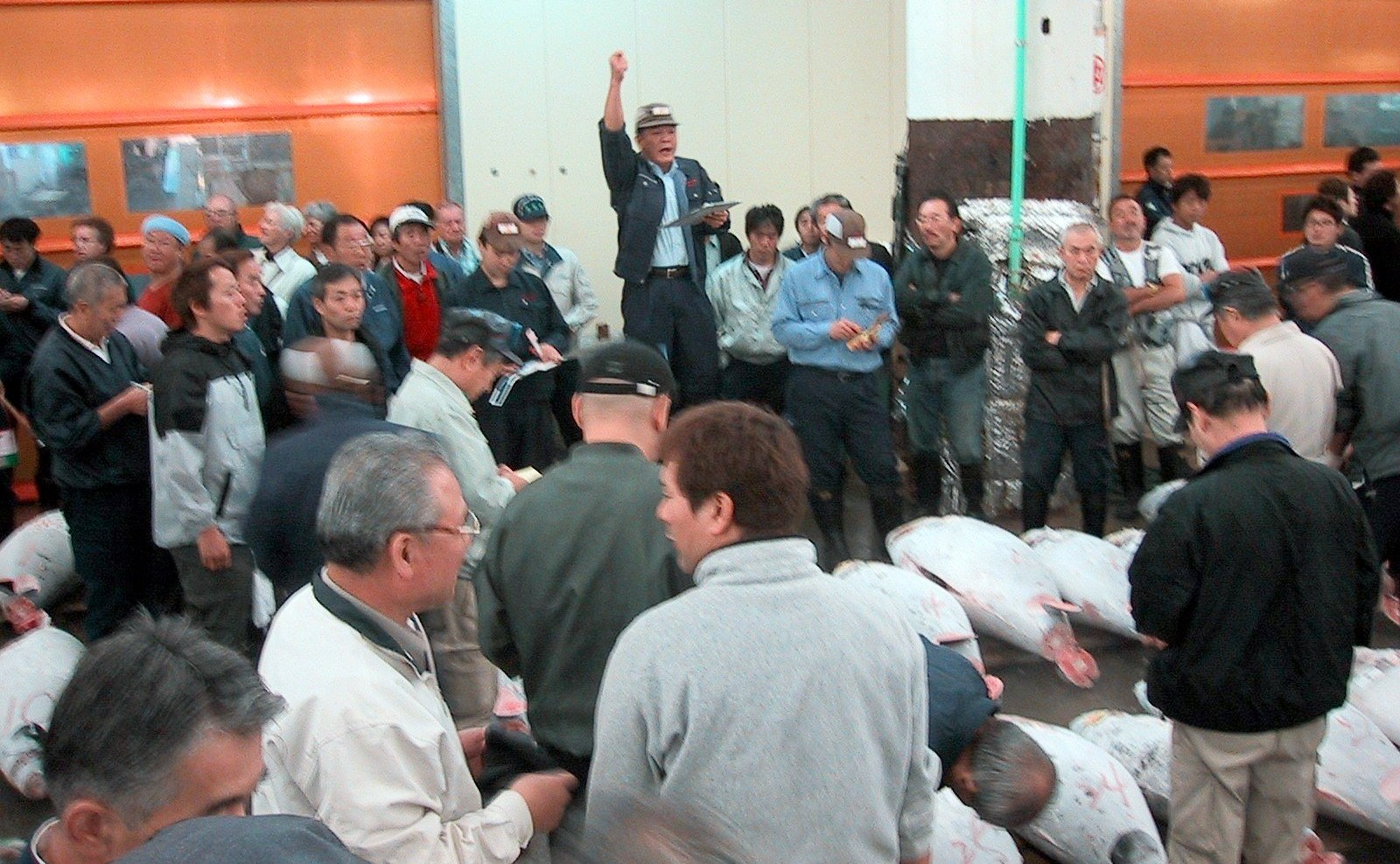
حراج ماهی تونا در توکیو

دسته‌بندی‌های بسیار زیادی برای مزایده‌ها وجود دارد. به عنوان مثال مزایده می‌تواند یک بعدی یا چندبعدی باشد، می‌تواند یک طرفه یا دو طرفه باشد، پیشنهادها می‌توانند open-cry یا مهر و موم شده باشند، می‌تواند یک واحد یا چند واحد باشد و….
به‌طور کلی چهار نوع مزایده وجود دارد که برای تخصیص یک محصول واحد، مورد استفاده قرار می‌گیرد:

### مزایده اولین قیمت با پیشنهاد مهر و موم شده
در این نوع مزایده شرکت کنندگان پیشنهاد خود را در یک بسته مهر و موم شده قرار داده و به‌طور همزمان پیشنهاد همه به مزایده گذاشته می‌شود. پاکت‌ها باز می‌شوند و فرد با بالاترین پیشنهاد، برنده می‌شود و باید مبلغ پیشنهادی‌اش را پرداخت کند.
در این نوع مزایده هیچ‌کس قادر به دیدن پیشنهاد رقیبش قبل از اعلام پیشنهاد خودش نیست.
به عنوان مثال این نوع مزایده برای فروش حق استفاده از معادن موجود در زمین‌های متعلق به دولت آمریکا استفاده می‌شود. همچنین گاهی برای فروش محصولات هنری یا خانه‌ها استفاده می‌شود.

### مزایده دومین قیمت با پیشنهاد مهروموم شده (مزایده ویکری Vickrey)
در این نوع مزایده شرکت کنندگان پیشنهاد خود را در یک بسته مهر و موم شده قرار داده و به‌طور همزمان پیشنهاد همه به مزایده گذاشته می‌شود. پاکت‌ها باز می‌شوند و فردی با بالاترین پیشنهاد، برنده می‌شود و باید مبلغ دومین پیشنهاد بالاتر را پرداخت کند.
هرچند که این نوع مزایده از لحاظ نظری ویژگی‌های مفیدی دارد، در عمل به ندرت از آن استفاده می‌شود.

### مزایده‌های پیشنهاد صعودی (مزایده‌های انگلیسی)
در این نوع مزایده شرکت کنندگان پیشنهاد خود را بالاتر از پیشنهاد نفر قبلی اعلام می‌کنند. در صورتی که حاضر به پرداخت نرخی بالاتر از نرخ فعلی نباشند دیگر قیمتی را پیشنهاد نمی‌دهند. این روند ادامه پیدا می‌کند تا هیچ مشارکت‌کننده ای آماده پذیرش نرخ بالاتری نسبت به قیمت فعلی نباشد. فردی که این بیشترین قیمت را پیشنهاد داده‌است مزایده را در همین قیمت نهایی به نفع خود می‌برد. گاهی اوقات این مقدار تنها در صورتی فروخته می‌شود که نرخ پیشنهادی بیشتر از قیمت‌های تعیین شده توسط فروشنده باشد.
مزایده ممکن است یک متصدی داشته باشد که قیمت‌ها را اعلام کند یا شرکت کننده‌ها خود فریاد بزنند. همچنین ممکن است مزایده به صورت الکترونیکی برگزار شود و محصول به کسی برسد که بیشترین پیشنهاد را پست کند.
محصولات هنری و عتیقه‌ها اغلب از این طریق به فروش می‌رسند.

### مزایده‌های پیشنهاد نزولی (مزایده‌های هلندی)
در این نوع مزایده قیمتی در سطح به اندازه کافی بالا (برای جلوگیری از پیشنهاد چند شرکت کننده) توسط حراج‌کننده تعیین می‌شود. سپس به‌طور تدریجی قیمت را کاهش می‌دهند تا زمانی که یک خریدار آماده خرید در قیمت فعلی باشد، در این صورت این خریدار با پرداخت قیمت فعلی، برنده این حراج می‌شود.
به‌طور مثال برای فروش گل در هلند یا فروش ماهی در اسرائیل یا تنباکو در کانادا از این نوع مزایده استفاده می‌کنند.
اکثر نظریه حراج پیرامون این چهار نوع «اساسی» انواع حراج است ولی گاهی این چهار نوع در ترکیب با یکدیگر استفاده می‌شوند؛ مثلاً زمانی که قیمت‌های پیشنهادی بسیار پایین باشد، فروشنده خود قیمت بالاتری را پیشنهاد می‌کند که یا سطح قیمت‌ها را بالا ببرد یا مزایده را لغو کند.
گاهی هم در مزایده‌ها فروشنده از شرکت کننده‌ها مبلغی را برای ورود به مزایده دریافت می‌کند.

## مدل معیار
مدل معیار برای مزایده‌ها توسط McAfee و McMillan در سال ۱۹۸۷ مطرح شده‌اند. بر اساس چهار فرضیه زیر تعمیمی از انواع مزایده را ارائه می‌دهند:
- همه شرکت کنندگان بی‌طرف هستند.
- هر شرکت‌کننده مستقلاً یک توزیع احتمالی برای محصول دارد.
- همه شرکت کنندگان دارای اطلاعات متقارن هستند.
- پرداخت نهایی تنها تابعی از پیشنهادات است.

مدل معیار اکثر اوقات همراه با «اصل آشکارسازی» استفاده می‌شوند؛ که بیانگر این است که هر مزایده دارای ساختاری است که در آن هر یک از شرکت کنندگان انگیزه دارد که ارزیابی خود را صادقانه بیان کند. این دو اصل توسط فروشندگان استفاده می‌شود که حداکثر قیمت مورد انتظار را تعیین می‌کند. این ساختار مزایده به این صورت تعریف شده‌است که شرکت کنندگان بالاترین پیشنهاد بنا بر ارزش‌گذاری خود ارائه دهند ولی فروشنده در صورتی که تمام پیشنهادات از قیمت مورد نظرش کمتر باشند از فروش خودداری می‌کند. کاستن هر یک از ۴ فرضیه اصلی مدل معیار ویژگی‌های مشخصی به مزایده می‌دهد:
خطر پذیری شرکت کنندگان که برای خطر کردن نوعی هزینه ای پرداخت می‌کنند، که بر ارزش‌گذاری آن‌ها بر محصول تأثیر می‌گذارد. در مزایده‌های مهر و موم شده با قیمت اولیه داوطلبان برای بیشتر کردن احتمال برنده شدن خود تمایل دارند پیشنهاد بالاتری بدهند، بنابراین در این نوع مزایده‌ها قیمت نهایی از مزایده‌های مهر و موم شده با قیمت ثانویه و مزایده‌های پیشنهاد صعودی (مزایده‌های انگلیسی)، قیمت نهایی بالاتری دارند.
در نوع‌هایی که ارزش‌گذاری‌ها مرتبطند و ارزش‌گذاری شرکت کنندگان مستقل از هم نیست اگر یکی از شرکت‌کنندگان ارزش بالایی به محصول بدهد باعث می‌شود باقی شرکت کنندگان نیز مقدار بالاتری نسبت به ارزش‌گذاری خود پیشنهاد دهند. مثال قابل توجه این قضیه نفرین برنده است. هنگامی که برنده مشخص می‌شود و همهٔ شرکت کنندگان مقداری که پیشنهاد داده‌اند بیشتر از ارزش کالا برای آن‌ها باشد.
در مدل نا متقارن شرکت کنندگان به دو گروه با توزیع‌های مختلف ارزش‌گذاری افراز می‌شوند. (به‌طور مثال دلالان و خریداران)

## مدل‌های نظریه بازی‌ها
در مدل نظریه بازی‌ها برای مزایده یک بازی ریاضی داریم که با تعدادی شرکت کننده، مجموعه استراتژی‌ها برای هر شرکت‌کننده و بردار سود به ازای هر ترکیبی از استراتژی نشان داده می‌شود. به‌طور کلی شرکت کنندگان به دو دستهٔ خریداران و فروشندگان تقسیم می‌شوند. مجموعه حرکات هر شرکت‌کننده یک تابع پیشنهاد یا رزرو قیمت است. هر تابع پیشنهاد تابعی از ارزش یا هزینه هر بازیکن را به یک قیمت پیشنهادی است.
مدل‌های نظریه بازی برای مزایده‌ها معمولاً به دو دسته تقسیم می‌شوند.

### مدل ارزش خصوصی
در این مدل، هر شرکت‌کننده (پیشنهاد دهنده) فرض می‌کند که هر یک از رقیب‌های شرکت‌کننده یک مقدار خصوصی تصادفی از توزیع احتمالی به دست می‌آورد.
هر کسی که در این مزایده شرکت می‌کند از ارزش واقعی آن محصول برای خود آگاه است؛ بنابراین قیمت پیشنهادی او هرگز از ارزش واقعی آن بیشتر نخواهد بود و برخلاف مزایده‌های عمومی قیمت پیشنهادی او تحت تأثیر دیگر پیشنهادها قرار نمی‌گیرد بنابراین شرکت کننده‌ها کمتر ضرر می‌کنند.
یکی دیگر از مزایای این نوع مزایده این است که از آن جا که هر کس با توجه به ارزش آن محصول برای خود پیشنهادش را ارائه می‌دهد، در نهایت محصول به کسی می‌رسد که برایش بیشترین ارزش را دارد.
البته از آن جا که شرکت کننده‌ها اغلب قیمتی کمتر از ارزش واقعی محصول برای خود را پیشنهاد می‌کنند، این مزایده‌ها کمتر از مزایده پیشنهاد نزولی و مزایده‌های قیمت‌گذاری شده با قیمت اول برای فروشنده درآمد دارد.

### مدل مقدار متداول
در این مدل، محصول ارزش یکسانی برای شرکت کنندگان دارد اما شرکت کنندگان ارزیابی یکسانی از ارزش محصول ندارند. به جای دانستن ارزیابی دقیق، هر شرکت‌کننده می‌تواند فرض کند که هر شرکت‌کننده دیگری یک سیگنال تصادفی به دست می‌دهد که می‌تواند برای ارزیابی واقعی از توزیع احتمالی مشترک برای همه داوطلبان استفاده شود.
در مدل مقدار متداول فرض می‌شود ارزش گذاری‌ها توزیع احتمال مشترک دارند. هنگامی که لازم است فرض دقیقی از توزیع ارزش‌گذاری افراد داشته باشیم، در اکثر تحقیقات شرکت کنندگان متقارن را در نظر می‌گیرند، بدین معنا که توزیع احتمال ارزش‌گذاری‌ها برای همهٔ شرکت کنندگان به‌طور مستقل و یکسان توزیع شده باشد.
مثلاً در مورد فروش یک زمین نفت خیز، ارزش واقعی زمین برای همهٔ شرکت کننده‌ها یکسان است اما اطلاعات شرکت کننده‌ها از ارزش واقعی زمین متفاوت است؛ بنابراین یک شرکت‌کننده ممکن است در صورت آگاهی از اطلاعات یا قیمت پیشنهادی رقیب، قیمت پیشنهادی خود را تغییر دهد.
معمولاً، اما نه همیشه، یک مدل ارزش خصوصی فرض می‌کند که ارزش‌ها در میان شرکت کننده‌ها مستقل هستند، در حالی که یک مدل ارزش مشترک معمولاً فرض می‌کند که مقادیر مستقل از پارامترهای مشترک توزیع احتمالی هستند.

### affiliated values model
یک رده کلی تر برای پیشنهاد استراتژیک، مدل ارزش وابسته است که در آن کل سودمندی شرکت‌کننده بستگی به هر دو سیگنال شخصی فرد و مقداری از ارزش ناشناخته مشترک دارد. هر دو مدل ارزش شخصی و ارزش مشترک می‌توانند به عنوان پسوند مدل‌های وابسته به ارزش کلی دیده شوند.
مثلاً در مورد فروش یک اثر هنری، قیمت پیشنهادی یک شرکت‌کننده هم از ارزش محصول برای او (میزان علاقهٔ شخصی او به محصول) و هم از ارزش محصول برای دیگران تأثیر می‌پذیرد؛ زیرا هر چقدر این محصول برای دیگران ارزش بیشتری داشته باشد، در درآمد ناشی از فروش یا به نمایش گذاشتن اثر هنری تأثیر خواهد گذاشت.
هنگامی که لازم است پیش فرض‌های صریح دربارهٔ توزیع ارزش‌های شرکت کنندگان بپردازیم، اکثر تحقیقات منتشر شده، پیشنهاد دهندگان متقارن را می‌پذیرند. این بدان معنی است که توزیع احتمالی که هر شرکت کنندگان ارزش‌های (یا سیگنال‌های) خود را به دست می‌آورد، در میان شرکت کنندگان یکسان است. در یک مدل ارزش‌های خصوصی که استقلال را فرض می‌کند، تقارن نشان می‌دهد که ارزش‌های شرکت کنندگان به‌طور مستقل است و یکسان توزیع شده‌است.

## آنالیز رسمی مزایده
اولین آنالیز رسمی مزایده توسط ویلیام ویکری(۱۹۶۱) صورت گرفته‌است. ویکری دو شرکت‌کننده را برای یک جنس در نظر می‌گیرد. ارزش هر شرکت کننده(v) از توزیع یکنواخت به دست می‌آید. ویکری نشان داده‌است که در مزایده‌های مهر و موم شده با قیمت اولیه استراتژی تعادل برای هر دو نفر این است که نصف ارزش خود را پیشنهاد دهند. همچنین برای n شرکت‌کننده با ارزش‌های مشابه ثابت می‌شود استراتژی تعادل برای هر نفر پیشنهاد {\displaystyle B(v)={\frac {n-1}{n}}v} است.
برای اینکه ثابت کنیم این استراتژی تعادل است نشان می‌دهیم اگر برای {\displaystyle n-1}  نفر استراتژی درست باشد برای نفر اول نیز استراتژی درست است. می‌دانیم نفر اول با پیشنهاد {\displaystyle B(v)={\frac {n-1}{n}}}  به احتمال ۱ حتماً مزایده را برنده می‌شود. پس تنها بازهٔ
{\displaystyle [0,{\frac {n-1}{n}}]}  بررسی می‌کنیم. فرض کنید نفر اول ارزش {\displaystyle v}  و پیشنهاد {\displaystyle b}  را دارد و نفر دوم ارزش {\displaystyle x}  و پیشنهاد {\displaystyle B(x)}  را دارد. در این صورت نفر اول نفر دوم را می‌برد اگر
{\displaystyle B(x)={\frac {n-1}{n}}x<b}
رخ دهد که یعنی {\displaystyle x<\left({\frac {n}{n-1}}\right)b} برقرار بوده‌است. از آنجایی که {\displaystyle x}  توزیع یکنواخت دارد پیشنهاد نفر اول با احتمال  {\displaystyle {\frac {nb}{(n-1)}}}
از پیشنهاد نفر دوم بیشتر است. برای اینکه نفر اول برندهٔ مزایده شود باید پیشنهادش از بقیهٔ شرکت کنندگان بیشتر باشد که این به احتمال زیر رخ می‌دهد:
{\displaystyle w(b)=\Pr {{\{{{b}_{2}}<b\}}^{n-1}}={{\left({\frac {n}{n-1}}\right)}^{n-1}}{{b}^{n-1}}}
پیش‌بینی سود نفر اول برابر است با ضرب احتمال برد در مقدار برد وی که برابر است با:
{\displaystyle U(b)=w(b)(v-b)={{\left({\frac {n}{n-1}}\right)}^{n-1}}{{b}^{n-1}}(v-b)={{\left({\frac {n}{n-1}}\right)}^{n-1}}({{b}^{n-1}}v-{{b}^{n}})}
به کمک معادلات دیفرانسیل ثابت می‌شود که بیشینه تابع {\displaystyle U(b)}  در نقطه زیر رخ می‌دهد:
{\displaystyle B(x)=\left({\frac {n-1}{n}}\right)x<b}
اثبات این که این تنها نقطه تعادل متقارن است زیاد مشکل نیست. لبرن(۱۹۹۶) اثبات کلی برای این قضیه ارائه کرده‌است.